# Ниоро
Ниоро (фр. Nioro) — город на западе Мали, в области Каес.

## История
Ниоро был основан в XVI или XVII веке рабом по имени Дьянванде; своего высшего расцвета город достиг в XVIII веке, когда стал столицей королевства Каарта народа бамбара. Позже город становится важным торговым центром между верхним Сенегалом и Суданом. В начале 1850-х годов тукулёрский завоеватель Эль-Хадж Омар захватил государство Каарта и обратил его население в ислам. В 1854 году от построил в Ниоро большую мечеть.

## География
Расположен в 241 км к северо-востоку от города Каес и в 443 км к северо-западу от столицы страны, города Бамако, на границе с Мавританией. Высота города над уровнем моря — 276 м. Имеется небольшой аэропорт.

## Климат
| Показатель                    | Янв. | Фев. | Март | Апр. | Май  | Июнь | Июль  | Авг.  | Сен. | Окт. | Нояб. | Дек. | Год   |
| ----------------------------- | ---- | ---- | ---- | ---- | ---- | ---- | ----- | ----- | ---- | ---- | ----- | ---- | ----- |
| Средний суточный максимум, °C | 31,4 | 34,7 | 37,5 | 40,0 | 41,3 | 39,4 | 34,8  | 32,9  | 34,5 | 37,3 | 35,7  | 31,6 | 35,9  |
| Средняя температура, °C       | 22,7 | 25,2 | 28,2 | 31,4 | 34,0 | 33,1 | 29,5  | 27,9  | 28,8 | 29,7 | 26,7  | 22,9 | 28,5  |
| Средний суточный минимум, °C  | 13,5 | 16,1 | 19,1 | 23,6 | 27,2 | 27,0 | 24,6  | 23,6  | 23,6 | 22,6 | 18,2  | 14,2 | 21,1  |
| Норма осадков, мм             | 0,5  | 0,0  | 0,0  | 2,5  | 7,1  | 46,4 | 132,8 | 148,9 | 92,0 | 26,0 | 1,0   | 0,8  | 458,0 |
| Источник:                     |      |      |      |      |      |      |       |       |      |      |       |      |       |

## Население
По данным на 2013 год численность населения города составляла 102 836 человек.
Динамика численности населения города по годам:
| 1998   | 2013    |
| ------ | ------- |
| 60 112 | 102 836 |

## Известные уроженцы
- Модибо Диарра — малийский политический деятель, астрофизик